# Hammonia Reederei
Die HAMMONIA Reederei GmbH & Co. KG ist ein Schiffsmanager aus Hamburg und bereedert Containerschiffe, Massengut- und Mehrzweckfrachter.

## Flotte
Die Flotte der Hammonia Reederei bestand im Jahr 2013 beispielsweise aus knapp 70 Schiffen, die meisten davon Containerschiffe. Hammonia erwarb 2011 auch Schiffe aus der Insolvenzmasse der Bremer Reederei Beluga Shipping, wie beispielsweise ein Schiff der Beluga-E-Serie.

## Anteilseigner
Nach dem Ausscheiden der Kommanditisten ASF Radio, einem Investment von Ardian Private Equity, Frankreich, und Capstan, einem Investment des Family Offices einer finnischen Unternehmerfamilie im Jahr 2022 verbleiben, zum Teil über zwischengeschaltete Gesellschaften Geschäftsführer Karsten Liebing und eine weitere Privatperson als Gesellschafter.